# Lemuricomes niveolineatus
Lemuricomes niveolineatus är en fjärilsart som beskrevs av Erich Martin Hering 1957. Lemuricomes niveolineatus ingår i släktet Lemuricomes och familjen snigelspinnare. Inga underarter finns listade i Catalogue of Life.